# David Fiegen
David Fiegen (ur. 3 września 1984 w Esch-sur-Alzette) – lekkoatleta luksemburski specjalizujący się w biegach średniodystansowych.
Na Mistrzostwach Świata Juniorów w 2002 zdobył brązowy, w 2003 podczas mistrzostw Europy juniorów – srebrny, a na Mistrzostwach Europy w 2006 srebrny medal w biegu na 800 m (ten ostatni krążek zdobył jako pierwszy w historii Luksemburga lekkoatleta). Został sportowcem roku 2002 w Luksemburgu.
Był uczestnikiem igrzysk olimpijskich w Atenach, w ich trakcie odpadł w eliminacjach biegu na 800 m.

## Rekordy życiowe
- bieg na 400 m - 47,76 (2006)
- Bieg na 800 m - 1:44,81 (2006) rekord Luksemburga
- Bieg na 1000 m - 2:17,51 (2006) rekord Luksemburga
- Bieg na 1500 m - 3:39,98 (2004)
- bieg na 800 m (hala) - 1:47,44 (2002) rekord Luksemburga
- bieg na 1000 m (hala) - 2:22,12 (2004) rekord Luksemburga
- bieg na 1500 m (hala) - 3:43,77 (2005)